# Fitia
Fitia o Fitea (en griego, Φυτία) es el nombre de una antigua ciudad griega de Acarnania. 
Es citada por Tucídides en el marco de la guerra del Peloponeso como un lugar que atravesó el ejército espartano bajo el mando de Euríloco, entre Estrato y Medeón, cuando se dirigían a Olpas en 426 a. C.
Según relata Polibio, hacia el año 219 a. C., la ciudad, que pertenecía a los etolios, fue sitiada y tomada por el ejército de Filipo V de Macedonia. Se menciona como una de las ciudades de Acarnania en una inscripción griega encontrada en el yacimiento de Actium, cuya fecha es probablemente anterior a la época de Augusto. En esta inscripción aparece la forma étnica Φοιτιάν.